# Tysfjord
Tysfjord (norveško) ali Divtasvuodna (Lule Sami)je nekdanja občina v okrožju Nordland na Norveškem. Občina je obstajala od leta 1869 do razpustitve leta 2020. Občina je bila del tradicionalnega okrožja Ofoten. Upravno središče občine je bila vas Kjøpsvik.
1. ↑  »Forskrift om målvedtak i kommunar og fylkeskommunar« (v norveščini). Lovdata.no.